# Oligodon wagneri
Oligodon wagneri es una especie de serpientes de la familia Colubridae.

## Distribución geográfica
Es endémica de la isla Nías (Indonesia).